# M47 Patton
M47 Patton este un tanc mediu fabricat de către Statele Unite ale Americii. A fost succesorul tancului M46 Patton, primul tanc din seria denumită după generalul George S. Patton, comandantul Armatei a Treia americane în timpul celui de-al Doilea Război Mondial și unul dintre principalii susținători ai folosirii tancului în luptă.

## Dezvoltare și producție
În 1948, conducerea armatei americane a decis demararea unui program comun de proiectare a unui tanc ușor, mediu și greu. Cele trei tipuri de tancuri urmau a folosi cât mai multe piese comune în interesul standardizării. Prototipurile tancului ușor (denumit T41) și ale tancului mediu (denumit T42) foloseau același șasiu. Tancul mediu T42 avea însă o turelă dotată cu un tun de calibrul 90 mm M36 și sisteme optice superioare (precum telemetrul optic M12). La începutul Războiului din Coreea, tancul T42 se afla încă în faza de proiectare. Mobilitatea noului tanc mediu era nesatisfăcătoare: motorul nu era suficient de puternic. Turela prototipului T42 era însă superioară celei folosite de tancul M46 Patton, o versiune îmbunătățită a modelului M26 Pershing apărut la sfârșitul celui de-al Doilea Război Mondial. Conducerea armatei americane a decis fabricarea unui tanc nou folosind șasiul modelului M46 și turela prototipului T42. Blindatul, proiectat de fabrica Detroit Arsenal, a fost denumit oficial M47 Patton. Producția tancului a fost văzută ca o măsură provizorie până la apariția tancului M48 Patton. M47 a fost ultimul tanc american dotat cu o mitralieră amplasată în cutia blindată, în dreapta mecanicului conductor. Aceasta era deservită de al cincilea membru al echipajului. Inelul turelei era mai mare decât cel al tancului M46, iar forma blindajului turelei era superioară. Masca tunului era ascuțită, forma acesteia fiind similară celei folosite de tancul M60A1 apărut la începutul anilor 1960. Tancul M47 Patton a fost fabricat între luna iunie a anului 1952 și noiembrie 1953. Producția totală a fost de 8576 tancuri: 5481 la fabrica de tancuri Detroit Arsenal și 3095 la fabrica American Locomotive Company (abreviat: ALCO).

## Utilizare
Tancul M47 a fost înlocuit de modelul M48 Patton începând cu luna noiembrie a anului 1953. În 1957, tancul a fost considerat a fi depășit, fiind distribuit diviziilor de infanterie. Câte 20 de tancuri M47 erau alocate acestor divizii pentru a fi folosite ca vehicule de asalt. Ulterior, a fost folosit pentru o scurtă perioadă de Garda Națională până a fost înlocuit de succesorul său. Majoritatea tancurilor M47 Patton au fost exportate la sfârșitul anilor 1950. Tancurile rămase au fost folosite drept ținte pentru trageri în poligon. 
M47 Patton a fost folosit de Pakistan în timpul războiului dintre India și Pakistan din 1965, de Iordania în Războiul de Șase Zile, de Turcia în Invazia turcă a Ciprului și împotriva PKK, de armata iraniană în Războiul Iran-Irak și de Croația în timpul Războiul Croat de Independență. Tancul era considerat a fi inferior modelului sovietic T-54.

## Variante
- M46E1 - prototip.[8]
- M47 - varianta fabricată în serie.
- M47M - variantă modernizată folosită de Iran și Pakistan. Utiliza motorul și sistemul de conducere a focului al tancului M60A1. S-a renunțat la al cincilea membru al echipajului în favoarea mai multor lovituri de calibrul 90 mm.[9][5]
- M47E - variantă similară modelului M47M, folosită de Spania. Era dotată cu sistemul de conducere a focului original.
- M47E1 - variantă ușor îmbunătățită a modelului M47E folosit de Spania.
- M47E2 - variantă modernizată a modelului M47E1 folosit de Spania. Fabricată în număr redus (45 de exemplare), era dotată cu un tun de calibrul 105 mm și un sistem de conducere a focului îmbunătățit. Comandantul și mecanicul conductor aveau un sistem de vedere pe timp de noapte pasiv.
- M47ER3 - vehicul de tractare-evacuare a tancurilor. 22 au fost construite de Spania.

Tancurile M47 Patton puteau fi dotate cu o lamă de buldozer, denumită M6.

## Utilizatori

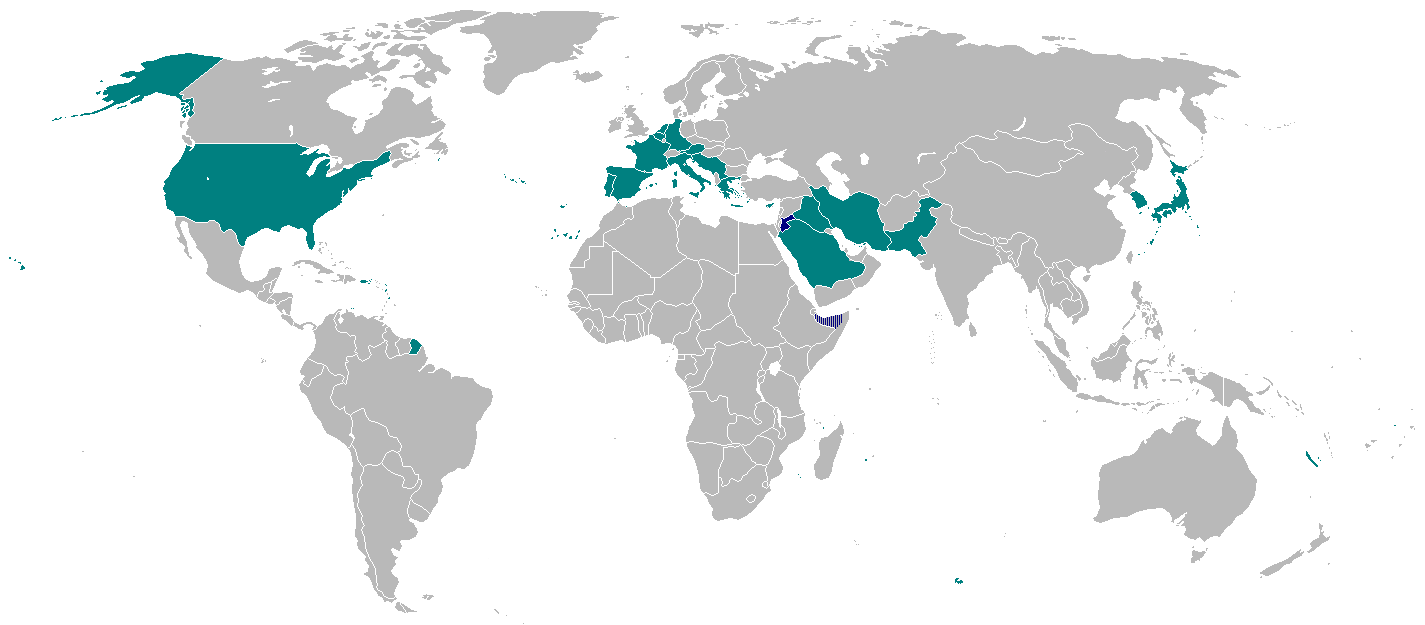
Harta utilizatorilor (cei actuali în albastru închis).

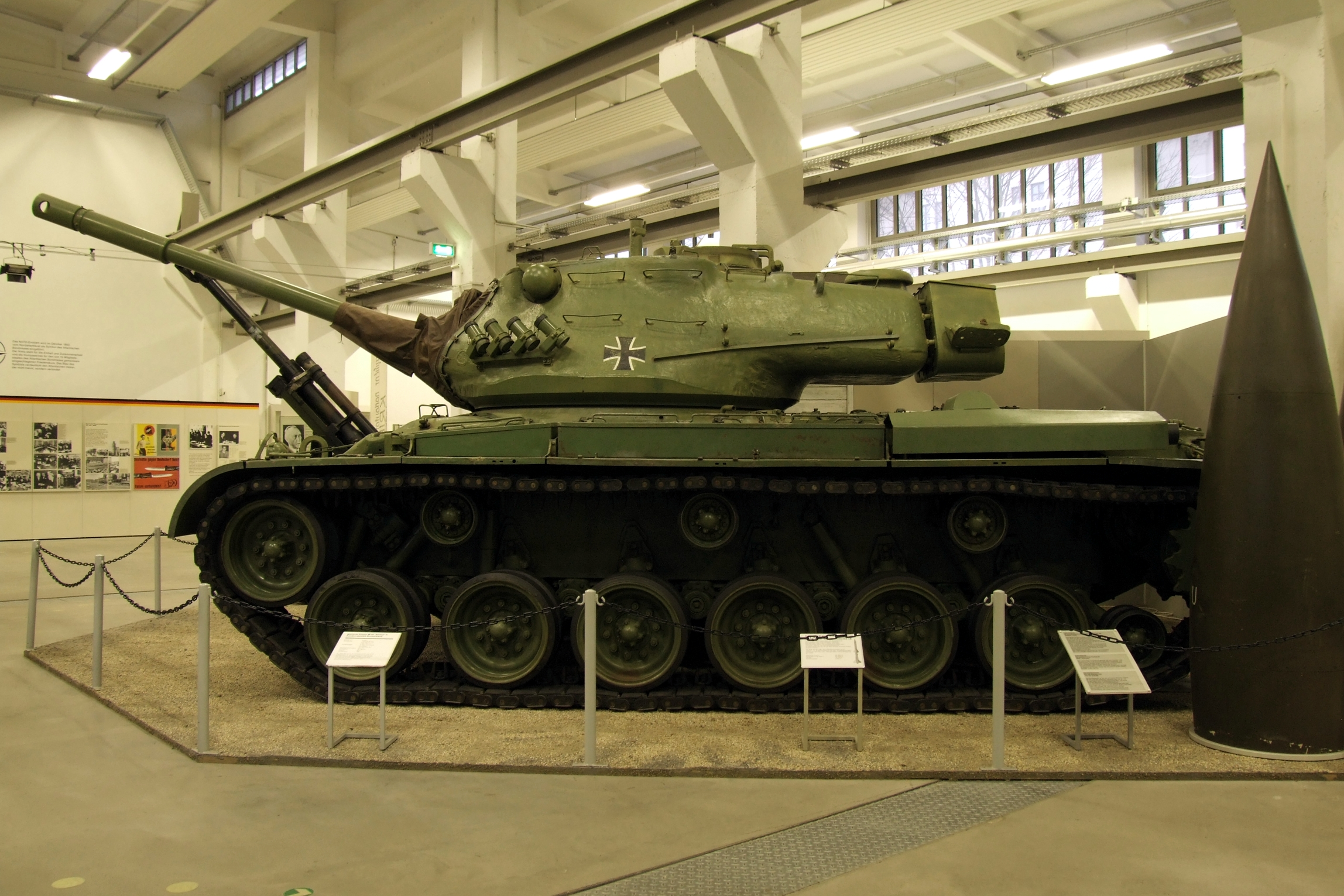
M47 Patton expus într-un muzeu din Dresda.

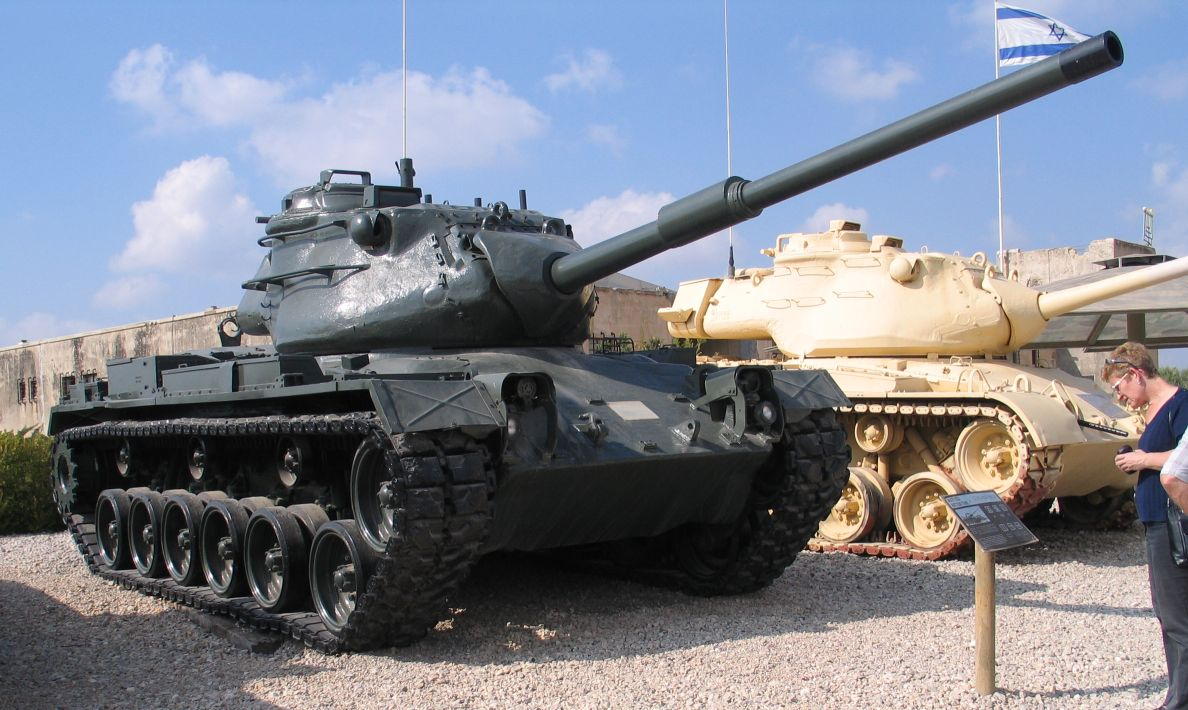
M47E2 expus în Israel.

- Iordania - 49 de tancuri livrate înainte de 1967.[10] Un număr mic de tancuri se află încă în rezervă.
- Spania - M47ER3.

### Foști utilizatori
- Arabia Saudită - 23 achiziționate din SUA și alte 108 de la alți utilizatori.[11]
- Austria - 152 de tancuri M47 Patton[12], casate sau transformate în cazemate.
- Belgia - 784 de tancuri M47 Patton.[12]
- Coreea de Sud - 531 de tancuri M47 Patton.[13]
- Croația - peste 20 au fost preluate de la fosta armată iugoslavă.
- Cipru - un tanc capturat.
- Elveția - 2 tancuri livrate pentru a fi testate în anii 1950.[14]
- Etiopia - 30 de exemplare, 24 au fost distruse în timpul conflictului din deșertul Ogaden din 1977.[12]
- Franța -856 de tancuri M47, retrase din dotare.[15]
- Germania de Vest - 1120 de tancuri M47 Patton. Casate sau vândute Greciei și Turciei.[15]
- Grecia - 300 + cel puțin 30 livrate de Germania.[16]
- Iran - 40 de tancuri M47 Patton.[16] Modernizate în anii 1970 la varianta M47M.
- Italia - 2480 de tancuri M47 Patton.[10]
- Iugoslavia - 319 tancuri.[17]
- Japonia - un tanc pentru evaluare.[10]
- Pakistan - 230 de tancuri M47.[18]
- Portugalia - 161 de tancuri M47.[11]
- Somalia - 25 livrate de Arabia Saudită.[11]
- Spania - toate tancurile M47 au fost retrase din dotare în 1993. Inițial 389 au fost livrate.[11]
- Sudan - 17 livrate de Arabia Saudită.[11]
- Statele Unite
- Taiwan - aproximativ 100 de tancuri cumpărate de la alți utilizatori.[14]
- Turcia - 1347 de tancuri din SUA și Germania.[17]